# Месопотамия
Месопота́мия (ассир. ܒܝܬ ܢܗܪ̈ܝܢ — Бет На’рен, арам. ܒܝܬ ܢܗܪܝܢ, др.-греч. Μεσοποταμία, араб. الجزيرة‎ — Эль-Джезира или араб. ما بين النهرين‎ — Ма-Байн-эн-Нахрайн, перс. میان رودان‎; курд. Mezopotamya, тур. Mezopotamya) — историко-географический регион на Ближнем Востоке, Современный Ирак, расположенный в долине двух рек — Тигра и Евфрата, в зоне Плодородного полумесяца; место существования одной из древнейших цивилизаций в истории человечества. В научной литературе встречаются альтернативные обозначения региона — Двуречье и Междуречье.
Современные государства, включающие земли Месопотамии, — Ирак, северо-восточная Сирия, периферийно Турция и Иран.

## Этимология
«Месопотамия» — топоним древнегреческого происхождения (др.-греч. Μεσοποταμία, дословно — «междуречье»; от др.-греч. μέσος «средний» + ποταμός «река») — «страна/земля между рек»; под реками подразумеваются Тигр и Евфрат. Термин возник в эллинистическое время, когда Александр Македонский создал сатрапию с таким названием в составе своей державы. Новая административно-территориальная единица была сформирована из земель ахеменидских сатрапий, прежде всего Вавилонии и, вероятно, Заречья. Греческое название для этой области, предположительно было калькой с местного, арамейского названия страны.
До IV века до н. э. были распространены другие обозначения этих земель. В частности, Нижняя Месопотамия в древнейших письменных источниках называлась «Шумером и Аккадом»; она делилась на две части: собственно Шумер (или Ки-Энги) — в низовьях Тигра и Евфрата и Аккад (Ки-Ури) — выше по течению этих рек. Впоследствии на область Аккад и часть Шумера распространилось название «Вавилония»; другая часть Шумера и новые земли, образовавшиеся в результате отступления вод Персидского залива стали упоминаться под названием «Приморье», а с начала 1-го тысячелетия до н. э. — Халдея; с времён поздней античности имя «Вавилония» стало наиболее общим обозначением этих земель. В Средние века закрепилось арабское название Нижней Месопотамии — «Ирак».
Верхняя Месопотамия изначально была периферийной частью древней цивилизации. Древнейшие обозначения этих земель — «Субарту» (в среднем течении Тигра), «Марту» (Средний и Верхний Евфрат). Со 2-го тысячелетия до н. э. территория Субарту известна под названием «Ассирия», верхнее течение Евфрата и бассейн его притоков имели пёстрое в этническом отношении население: там существовали хурритские государства (в том числе Митанни), кочевали общины Амореи, функционировали арамейские/сирийские царства. С середины 1-го тысячелетия до н. э. именно эти земли между Сирией и Ассирией стали именоваться Месопотамией (арабский аналог — Джезира); впоследствии Месопотамией и вплоть до Нового времени стал именоваться весь север региона, в то время как юг — Вавилонией. Несмотря на то, что римские географы (начиная с Плиния Старшего) впервые стали включать в рамки Месопотамии и Вавилонию, общепринятое единое название региона появилось лишь в последние столетия.

## География
Месопотамия (др.-греч. Μεσοποταμία «Междуречье») — область в Передней Азии между реками Тигр и Евфрат. Как географическое целое образована Месопотамской низменностью — неглубокой впадиной между Аравийским плато и Иранским нагорьем.
Границы Месопотамии на севере: горы Армянского нагорья, на юге — берег Персидского залива, на западе — Сирийско-Месопотамская степь, на востоке — Иранское нагорье. Выделяют две части страны — Верхнюю (Северную) и Нижнюю (Южную) Месопотамию, значительно отличающиеся по природным условиям; примерная граница между ними проходит по линии современных городов Хит—Самарра. Иногда под Месопотамией понимают всю территорию в бассейне Тигра, Евфрата и Каруна — так называемая «Большая Месопотамия» (англ. Greater Mesopotamia).

### Верхняя Месопотамия
Верхняя (Северная) Месопотамия занимает плато Джезире, Ассирию и прилегающие предгорья (Тавра и Загроса). Через Верхнюю Месопотамию проходит среднее течение Тигра и Евфрата и долины их притоков — рек Белих, Хабур, Большой и Малый Заб. Климат преимущественно субтропический, на юге — тропический. Джезире (Эль-Джазира, араб. «остров») — обширная равнина, пересечённая невысокой грядой Джебель-Синджар; значительная часть её покрыта cухими степями (полупустынями), переходящими на юге в голое плато — «гипсовую» пустыню. Ассирия — усеянная холмами каменистая степь с участками хорошей земли, пригодной для возделывания. Ландшафт Верхней Месопотамии сравнительно однообразен и уныл: бо́льшую часть времени он пустынен и гол, но весной покрывается травами и цветами (тюльпаны, крокусы); по берегам рек, в селениях обычны пирамидальные тополя. Лишь в предгорьях и на прилегающих горных склонах встречаются заросли кустарников (миндаль, фисташка, кизил) и рощи из низкорослого дуба, реже — хвойных деревьев. При приближении к южной пустынной зоне растительность становится редкой (преимущественно полынь) и исчезает вовсе. Наиболее плодородные земли лежат на севере (часть так называемого гористого обрамления Плодородного Полумесяца), наименее плодородные — на юге («гипсовая» пустыня).

### Нижняя Месопотамия
Нижняя (Южная) Месопотамия охватывает аллювиальную долину Тигра и Евфрата (современный Южный Ирак); иногда именуется Эль-Ирак (араб. العراق «берег, побережье»). Через Южную Месопотамию проходит нижнее течение Евфрата, Тигра и долина притока последнего — реки Диялы. Низкий уклон течения двух рек обуславливал частые миграции их русел, образование многочисленных рукавов, мелководных стариц, заболоченных участков; вся равнина Нижней Месопотамии сложена мощным слоем речных наносов (аллювия), остававшихся после ежегодных паводков. Климат жаркий, тропический. Высокие температуры (до 50°С летом) в сочетании со значительной влажностью, отсутствием естественной тени и обилием насекомых — переносчиков разнообразных болезней — делают Южную Месопотамию неблагоприятной для жизни человека. Исконный ландшафт однообразен: плоская равнинная пустыня, с тростниковыми зарослями у заболоченных водоёмов; введение в доисторическое время культуры финиковой пальмы (основы местного, ярусного садоводства) сделали это растение обычным для Нижней Месопотамии и современного Ирака. Исконный растительный мир скудный: помимо тростника, растут тамариск, полынь; по берегам рек встречаются ивы. Главное богатство Нижней Месопотамии — аллювиальные почвы, отличающиеся особым плодородием, но их использование было возможно только с применением искусственного орошения (ирригации).

## История

### Доисторическая Месопотамия
- около 36-го — около 20-го тысячелетия до н. э. — барадостская культура верхнего палеолита в долинах и предгорьях Загроса.
- 18-е — 8-е тысячелетие до н. э. — зарзийская культура верхнего палеолита и протонеолита на Ближнем и Среднем Востоке
- 12,5 — 9,5 тысячелетие до н. э. — эпипалеолитическая натуфийская культура в Восточном Средиземноморье и на западе Месопотамской низменности.
- 11-е — 9-е тысячелетие до н. э. — первые неолитические общины в Месопотамии: Мурейбет, Джерф-эль-Ахмар, Немрик 9[англ.], Кермез Дере. Комплексные охотничье-земледельческие хозяйства.
- 8-е тысячелетие до н. э. — расцвет обществ докерамического неолита: межрегиональная торговля, ремесло, монументальные общественные постройки, мегалиты, каменная скульптура, циклопические стены, упорядоченная планировка, древнейшие системы канализации. Выдающиеся памятники: Абу Хурейра, Гёбекли-тепе, Джа'де эль-Мугара[нем.], Невалы Чори и др. Климатические изменения приводят к массовому упадку и деградации ведущих памятников.
- 7-е тысячелетие до н. э. — ранний керамический неолит. Оседлые деревни земледельцев (Букрас, Саби Абйяд, Телль Магзалия, Телль Сотто), торговые фактории (Умм-Дабагия). Появление керамики.
- 6-е тысячелетие до н. э. — распространение культур зрелого керамического неолита в Северной и Центральной Месопотамии — хассунской, самаррской и халафской. Массовое производство керамики. Появление ирригации. Основание носителями этих культур постоянных поселений в Нижней Месопотамии.
- 5-е — середина 4-го тысячелетия до н. э. — «Убейдское тысячелетие» в Нижней Месопотамии. Эпоха энеолита. Экономический подъём Нижней Месопотамии. Древнейшие поселения в Эреду, Уре, Уруке, складывание предпосылок для возникновения номов, интенсификация сельского хозяйства, начало формирования первых ирригационных сетей, древнейшие свидетельства культивации финиковой пальмы, ремесленные мастерские, внедрение гончарного круга, массовое производство керамики, межрегиональный обмен, первые храмы будущего Шумера. В Верхней Месопотамии южное влияние приводит к складыванию халаф-убейдской традиции, а затем и синкретической культуры Северного Убейда.

### Древняя Месопотамия
Хронология событий:
- Середина 4-го тысячелетия до н. э. — Урукская эпоха в Южной Месопотамии, начало эпохи бронзы. Складывание основ шумерской цивилизации, формирование номов, первые архивы хозяйственных документов, написанных пиктографическими знаками (напр. Табличка из Киша), углубление социального неравенства, развитие храмовых хозяйств, протогорода, урбанистическая революция, шумерские колонии в Верхней Месопотамии (Хабуба Кабира, Джебель Аруда), монументальные храмовые постройки, цилиндрические печати и др. В Верхней Месопотамии — начало эпохи бронзы, формирование на местной основе протогородов (Телль Брак), шумерские колонии.
- Конец 4-го — начало 3-го тысячелетия до н. э. — период Джемдет-Наср в Южной Месопотамии. Завершение формирования номовой системы, углубление социальной дифференциации, изображения лидеров; к концу периода — возникновение ранних государств и династий Шумера.
- XXVIII — XXIV века до н. э. — Раннединастический период (сокращённо: РД) в Месопотамии. Расцвет шумерской цивилизации — города, государства, письменность, монументальные сооружения, ирригационные системы, ремесло, торговля, наука, литература и т. д. Подразделяется на три этапа: РД I, РДII и РД III.
  - XXVIII — XXVII века до н. э. — первый этап Раннединастического периода (сокращённо: РД I). Расцвет архаического Ура. Гегемония Киша в Шумере. Выдающиеся цари (лугали) I династии Киша — Этана, Эн-Мебарагеси. Легендарные правители I династии Урука — Мескианггашер (сын бога Уту), Лугальбанда, Думузи.
  - XXVII—XXVI века до н. э. — второй этап Раннединастического периода (сокращённо: РД II). Поражение войск кишского царя Агги под стенами Урука (правитель — Гильгамеш), падение гегемонии Киша. Вторжение эламитов в Ки-Ури и разорение ими Киша и воцарение там новой (II) династии. Урук — сильнейшее государство Шумера.
  - XXVI—XXIV века до н. э. — третий этап Раннединастического периода (сокращённо: РД III). Усугубление политической нестабильности в Шумере. Возвышение и расцвет Ура; гробницы I династии. Цари Ура — сильнейшие правители Шумера. Обособление Лагаша от кишской зависимости, укрепление этого государства при Ур-Нанше. Возвышение Лагаша при Эаннатуме. Череда пограничных войн между Лагашем и Уммой из-за плодородной равнины Гуэдинну. Объединение Ура и Урука в единое государство. Реформы лагашского правителя Уруинимгины и создание им древнейших законов. Лугальзагеси — единый правитель шумерских городов-государств. Война Лугальзагеси с Уруинимгиной. Восстание восточных семитов в Ки-Ури. В районе 2800—2369 годов до н. э., их развитие достигло своего максимума, что отразилось в процветающих и хорошо укрепленных городах, в сельском хозяйстве использовалась сложная система орошения. Особенно высокий уровень в шумерской цивилизации достигла инженерная мысль, астрономия, математика, медицина, литература, музыка, изобразительное и прикладное искусство. Архитектура Месопотамии из-за ведения постоянных войн была архитектурой крепостей. Укрепленные ворота с колоннами и укрепленными рамами. Простые дома были построены из глины или обоженных кирпичей. В центре города стоял храм — зиккурат. Лучше всего сохранившаяся часть искусства — глиптика. Она раскрывает, что ранняя культура искусства крепко связана с мифами, потусторонней и ритуальной культурой того времени[15].
- XXIV — XXII века до н. э. — Аккадская держава в Месопотамии. Восстание восточных семитов в Ки-Ури увенчалось успехом; руководитель восстания под именем «Истинный царь» (Саргон) нанёс поражение коалиции шумерских городов-государств и впервые в истории полностью объединил Шумер. Столица Саргона из Киша перенесена в Аккаде, по названию которого новое государство и сама область Ки-Ури стали называться Аккадом. Укрепление государственности борьба с сепаратизмом при преемниках Саргона — Римуше и Маништушу; расцвет завоевательной политики при Нарам-Суэне. Засуха, сепаратизм, экономический спад и передвижения горных племен кутиев приводят к ослаблению Аккада. В XXII веке — междоусобица, потеря самостоятельности и уничтожение Аккадского царства кутиями.
- XXII век до н. э. — владычество кутиев в Месопотамии. Возвышение II династии Лагаша; правление Гудеа и его потомков. Восстание Утухенгаля в Уруке; свержение власти кутиев.
- XXII — XXI века до н. э. — Шумеро-Аккадское царство (Держава III династии Ура) — крупнейшее государство Западной Азии. После смерти Утухенгаля власть переходит к Ур-Намму, столицей становится Ур. «Шумерское Возрождение». Правление Шульги — расцвет Шумеро-Аккадского царства. Расцвет шумерской литературы, архитектуры, искусства на фоне вытеснения шумерского языка аккадским в разговорной речи. В конце периода — экономический кризис, борьба с кочевниками-амореями. Набег эламитов в правление Ибби-Суэна и крушение державы.
- XX — XVI века до н. э. — Старовавилонский период в Нижней Месопотамии. На осколках державы III династии Ура возникает несколько государств, правители которых сохраняют титул «Царь Шумера и Аккада»: это Иссин и Ларса (оба в Шумере). Захват амореями месопотамских городов-государств, установление там аморейских династий. Сильнейшие аморейские царства — Ларса (в Шумере), Вавилон (в Аккаде), Мари (в Северной Месопотамии). Возвышение Вавилона, подчинение им Аккада. Борьба вавилонских царей с Ларсой за влияние в Шумере. Разгром Ларсы и объединение Месопотамских государств при Хаммурапи. Начало формирования народности вавилонян (из шумеров, аккадцев и амореев). Бурное развитие Вавилона, превращение его в крупнейший город Месопотамии. Расцвет экономики и культуры. Законы Хаммурапи. Ослабление Вавилонского царства при последующих царях. Возникновение Приморского царства на юге. Разгром Вавилонского царства хеттами и касситами в XVI веке.
- XX — XVI века до н. э. — Староассирийский период в Верхней Месопотамии. После падения Шумеро-Аккадского царства независимость получили древние номы — Ниневия, Ашшур, Арбелы и др. Международная торговля через степи верховьев Хабура и будущей Ассирии. Попытки ранних правителей из Ашшура закрепиться на торговых путях — формирование ассирийского государства. Возвышение Мари, влияние Хеттского царства, расселение хурритов и амореев — кризис верхнемесопотамской торговли. Создание аморейским вождём Шамши-Ададом I обширной державы со столице в Шубат-Эллиле (так называемая «Староассирийская держава»); подчинение им значительной части Верхней Месопотамии. Ослабление державы при преемниках Шамши-Адада и подчинение этих земель Вавилоном. Формирование народности древних ассирийцев на основе аккадоязычного населения и других семитов Верхней Месопотамии.
- XVI — XI века до н. э. — Средневавилонский или касситский период в истории Нижней Месопотамии. Захват Вавилонии касситами и возрождение ими царства Хаммурапи в пределах Нижней Месопотамии. Разгром Приморья. Расцвет при Бурна-Буриаше II. Дипломатические отношения с Египтом и Хеттским царством. Ослабление централизации Вавилонии. Переселение новой волны семитоязычных кочевников — арамеев. Упадок Вавилонии.
- XVI — XI века до н. э. — Среднеассирийский период в истории Верхней Месопотамии. Консолидация хурритского мира, возвышение государства Митанни. Противоборство Митанни, Хеттского царства, Вавилонии и Египта на Ближнем востоке. Ослабление Митанни. Первое возвышение Ассирии; превращение её в крупную региональную державу (при Тиглатпаласаре I). Внезапный упадок Ассирии в результате вторжения арамеев.
- Рубеж 2-го—1-го тысячелетий до н. э. — Катастрофа бронзового века на Ближнем Востоке. Упадок всех значимых государств, передвижения многочисленных племен — арамеев, халдеев, «народов моря» и т. д. Окончание эпохи бронзы и начало железного века. Начало арамеизации Месопотамии; арамейский язык и его диалекты начинают вытеснять аккадский из разговорной речи.
- X — VII века до н. э. — Новоассирийский период в Верхней Месопотамии. Экономический и военно-политический подъём Ассирии на фоне упадка её соседей (второе возвышение Ассирии). Завоевательная политика Ашшурнацирапала II и Салманасара III. Временный упадок Ассирии (конец IX — первая половина VIII). Реформы Тиглатпаласара III и начало третьего возвышения Ассирии; разгром северосирийских государств, объединение Месопотамии, присоединение части Мидии. Саргон II, Синаххериб, Асархаддон: Ассирия — первая «мировая империя»; присоединение Египта. Ашшурбанапал: подавление восстаний, гражданская война и распад Ассирийского государства. После смерти Ашшурбанапала: война с Вавилоном, Мидией и скифскими племенами; уничтожение Ассирийского государства. Коренная территория Ассирии входит в состав Мидийской державы.
- X — VI века до н. э. — Нововавилонский период в Нижней Месопотамии. Проникновение арамеев и халдеев в страну; кризис вавилонской государственности. Уния с Ассирией (Тиглатпаласар III — первый единый царь Ассирии и Вавилона). Укрепление халдеев в Нижней Месопотамии, халдейские правители в Вавилоне. Синаххериб и ужесточение политики по отношению к Вавилонии. Восстания против Ассирии и разрушение Вавилона. Восстановление Вавилона Асархаддоном. Мятеж Шамаш-шум-укина. Возобновление борьбы Вавилонии за независимость. Распад и гибель Ассирийского государства. Набопаласар — первый царь нового независимого Вавилона. Создание Нововавилонской державы. Навуходоносор II. Экономический, политический и культурный расцвет державы. Вавилон — крупнейший город мира; первый мегаполис. Внутриполитическая борьба после смерти Навуходоносора II. Набонид и борьба со жречеством. Война с Персидским государством и переход оппозиции Набонида на сторону врага. Битва при Описе. Войска Кира II без боя вступают в Вавилон.
- 12 октября 539 года до н. э. — персидские войска занимают Вавилон. Конец истории Древней Месопотамии как политически самостоятельного региона.

В последующее время регион полностью или частично входил в состав Ахеменидской державы (VI—IV века до н. э.), империи Александра Македонского (IV век до н. э.), государства Селевкидов (IV—II века до н. э.), Парфии (III век до н. э. — III век н. э.), Армянской империи Тиграна Великого (I век до н. э.). В римские времена Месопотамия распадалась на государства Осроену с главным городом Эдессой на западе и Мигдонию с главным городом Нисибином на востоке.
Хронология событий:
- VI — IV века до н. э. — Месопотамия в составе персидской державы Ахеменидов. Автономное Вавилонское царство. Арамейский — язык персидской администрации. Продолжающаяся арамеизация населения в итоге приведет к формированию современных ассирийцев. Восстания в Вавилонии под руководством Нидинту-Бела, Арахи, Бел-шиманни, Шамаш-эрибы. Ликвидация автономного Вавилонского царства Ксерксом в 481 году до н. э. Разрушения в Вавилоне и потеря части прежнего значения города.
- Октябрь 330 года до н. э. — Вступление Александра Великого в Вавилон; вхождение Месопотамии в состав Македонской державы.
- 323—301 годы до н. э. — войны диадохов. Месопотамия неоднократно переходит из рук в руки, но в итоге закрепляется за Селевком.
- Конец IV — конец II века до н. э. — Месопотамия в составе государства Селевкидов.
- Конец II века до н. э. — начало III века н. э. — основная часть региона находится в составе Парфянского царства.
- Конец II века до н. э. — начало III века н. э. — независимое царство Харакена в Нижней Месопотамии, на берегу Персидского залива.
- 1-я половина I века до н. э. — Северная Месопотамия в составе державы армянского царя Тиграна II Великого.
- 116 — 117 годы — римская провинция Месопотамия, образованная в результате похода императора Траяна.
- II — VII века — восстановленная Септимием Севером римская провинция в северной части региона.

### Месопотамия в Средние Века и Новое время
Хронология событий:
- III — VII века — основная часть Месопотамии в составе Персидской империи Сасанидов. Окончательное исчезновение древней месопотамской культуры.
- IV — V века — арабские государства Гассанидов и Лахмидов на части территории Месопотамии.
- VII век — арабское завоевание Месопотамии; с этого времени южная часть региона именуется «Ираком».
- VII — XI века — регион в составе Арабского халифата.
- 945 — 1055 годы — Месопотамия под фактическим управлением Буидов (формально — в составе Аббасидского халифата).
- XI — начало XII века — Иракский султанат Сельджукидов.
- Первая половина XII века — середина XIII века — восстановление независимости Аббасидов.
- 1258 год — взятие монголами Багдада; вхождение Месопотамии в состав Монгольской империи, фактически — в состав государства Хулагуидов
- XIV — XV века — Месопотамия под властью Джалаиридов, Ак-Коюнлу, Кара-Коюнлу, Тимуридов.
- Первая половина XVI века — Месопотамия в составе государства Сефевидов.
- 1555 год — мир в Амасье, включение Месопотамии в состав Османской империи.
- Вторая половина XVI — начало XX века — Месопотамия в составе Османской империи.

В составе Османской империи территория Месопотамии входила в состав вилайетов Диярбакыр, Багдад и Алеппо. Жители — преимущественно арабы, затем курды, турки, сирийцы и армяне. Главные города: Диярбакыр (Диарбекр, рим. Амида), Урфа или Весса (Эдесса), Мардин, Нисибин, Харран и Мосул. С выдворением сельджуков и турок страна начала приходить в упадок и теперь местами представляет безлюдную пустыню.

### Новейшая история
- 1920 год, 10 августа — Севрский мирный договор. Переход основной части региона под управление Великобритании (мандатная территория «Месопотамия»). Часть северной Месопотамии — мандат Франции[16].
- 1921 год, 23 августа — провозглашение образования на мандатной территории Месопотамия конституционной монархии — Королевства Ирак со столицей в Багдаде[17].
- 1932 год, 3 октября — прекращение действия британского мандата на Ирак и провозглашение независимости Королевства Ирак[18].
- 1941 год, 27 сентября — формальная отмена французского мандата на Сирию и провозглашение независимости Сирии (северо-восток которой включает часть Северной Месопотамии)[19].
- 1946 год, апрель — эвакуация французских войск из Сирии. Начало независимого существования современной Сирийской республики.
- 1958 год, 14 февраля — образование Арабской федерации, объединившей две монархии — Ирак и Иорданию (2 августа того же года этот союз был расторгнут).
- 1958 год, 14 июля — революция в Ираке, приведшая к свержению монархии и провозглашению Республики Ирак[20].
- 2003 год, 9 апреля — взятие Багдада войсками США и их союзников, вторгшимися в Ирак 20 марта[21]; установление в Ираке оккупационного режима, возглавляемого Временной коалиционной администрацией.
- 2014 год — наступление боевиков ИГИЛ в Северном Ираке.
- 2015 год — военная операция против ИГ в Ираке.
- 2016 год — наступление на Мосул в Северном Ираке.

## Археология
Основные места археологических раскопок
| Регион               | Современные (античные) названия |
| -------------------- | --- |
| Северная Месопотамия | Балават (Имгур-Энлил) • Дрехем (Пузриш-Даган) • Эрбиль • Хатра • Хорсабад (Дур-Шаррукин) • Киркук (Аррапха) • Нимруд (Кальху) • Калат-Шаркат (Ашшур) • Тель-Куюнджик (Ниневия) • Тель-Лейлан (Шубат-Энлиль) • Тулул-эль-Акар (Кар-Тукульти-Нинурта) • Иорган-тепе (Нузи) |
| Река Дияле           | Хафадже (Тутуб) • Тель-Асмар (Эшнунна) • Тель-Ишчали (Неребтум) |
| Южная Месопотамия    | Абу-Хабба (Сиппар) • Эль-Хиба (Лагаш) • Эль-Мадаин (Ктесифон) • Акар-Куф (Дур-Куригальзу) • Вавилон (Вавилон) • Бирс-Нимруд (Борсиппа) • Бисмая (Адаб) • Джемдет-Наср • Ишан-Бахрият (Исин) • Тель-Абу-Шахрейн (Эриду) • Тель-эль-Мукайяр (Ур) • Тель-эль-Ухеймир (Киш) • Тель-Джоха (Умма) • Тель-Фара (Шуруппак) • Тель-Хармаль (Шадуппум) • Тель-Нуффар (Ниппур) • Тель-Сенкере (Ларса) • Тель-Укаир (Урум) • Телло (Гирсу) • Варка (Урук, Орхоя) |
| Река Хабур           | Тель-Бейдар (Набада) • Тель-Брак (Нагар) • Тель-Халаф (Гузана) • Тель-Мозан (Уркеш) |
| Река Евфрат          | Арслан-таш (Хадату) • Тель-Ахмар (Тиль-Барсип) • Телль-Ашара (Терка) • Телль-Харири (Мари) |